# Nadia Tereszkiewicz
Nadia Tereszkiewicz (Versailles, 24 maggio 1996) è un'attrice francese, vincitrice del Premio César come promessa femminile nel 2023.
La prima parte di rilievo è del 2019 in Only the Animals - Storie di spiriti amanti. Ottiene il successo di critica e il premio César per il ruolo di Stella nel film semi-autobiografico Forever Young - Les Amandiers di Valeria Bruni Tedeschi.

## Biografia
Nadia Tereszkiewicz è franco-finlandese, con origini polacche. Parla fluentemente il finlandese. Dopo aver studiato danza alla scuole Rosella Hightower e letteratura al liceo Molière di Parigi, si dedica allo studio del teatro presso il conservatorio del XVIII° arrondissement di Parigi, prima di unirsi alla "classe libera" della scuola di François Florent.
Debutta nel 2016 come attrice cinematografica in Io danzerò, in un ruolo secondario. Ottiene il ruolo di protagonista nel film Sauvages di Dennis Berry. Recita in Persona non grata di Roschdy Zem e in Only the Animals - Storie di spiriti amanti di Dominik Moll. Per questo ruolo riceve il premio di migliore attrice a Tokyo e fa parte delle rivelazioni al Premio César del 2020. Nello stesso anno recita a fianco di Reda Kateb nella serie Possessions e compare in due episodi della quarta stagione di Chiami il mio agente.
A proposito del suo ruolo in Possessions, dichiara: «È stata la prima volta che un regista mi ha affidato un ruolo così importante, con una vera traiettoria. È un personaggio molto fragile, che si arma di coraggio e di determinazione per tentare di liberarsi ad ogni costo. Vuole capire cosa è successo, perché l'accusano di un omicidio che lei non pensa di avere commesso. È stato necessario che trovassi una sua interiorità, un certo tipo di sensazione fisica per poterla interpretare. Ho un percorso di ballerina, il linguaggio del corpo mi interessava nella sua storia. Natalie parla poco, agisce, prende delle decisioni. Il suo corpo parla per lei».
Nel 2022 Valeria Bruni Tedeschi le affida il ruolo di protagonista nel suo film Forever Young - Les Amandiers, presentato in concorso al festival di Cannes. Interpreta l'alter-ego della regista ai tempi in cui faceva parte della scuola di teatro Les Amandiers, diretta da Patrice Chéreau e Pierre Romans. La sua interpretazione le vale il premio di migliore promessa femminile al Premio César 2023.

## Filmografia

### Cinema
- Io danzerò (La Danseuse), regia di Stéphanie Di Giusto (2016)
- Il complicato mondo di Nathalie (Jalouse), regia di David Foenkinos e Stéphane Foenkinos (2017)
- Deux Fils, regia di Félix Moati (2018)
- Sauvages, regia di Dennis Berry (2018)
- Persona non grata, regia di Roschdy Zem (2019)
- Only the Animals - Storie di spiriti amanti (Seules les bêtes), regia di Dominik Moll (2019)
- Un musée dort, regia di Camille de Chenay (2020)
- Babysitter, regia di Monia Chokri (2022)
- Tom, regia di Fabienne Berthaud (2022)
- Forever Young - Les Amandiers (Les Amandiers), regia di Valeria Bruni Tedeschi (2022)
- Zafira l'ultima regina (El akhira), regia di Adila Bendimerad e Damien Ounouri (2022)
- Mon Crime - La colpevole sono io (Mon Crime), regia di François Ozon (2023)
- Rosalie, regia di Stéphanie Di Giusto (2023)
- L'Île rouge, regia di Robin Campillo (2023)
- Testa o croce?, regia Alessio Rigo de Righi e Matteo Zoppis (2025)

### Cortometraggi
- Peau rouge, regia di Rémi Brachet (2015)
- Je suis Fabienne Haustant, regia di Valentine Caille (2015)
- Another World, regia di Marta Bevacqua (2016)
- Sur la terre, des orages, regia di Marion Jhöaner (2018)
- Cut Cut, regia di Leïla Macaire (2019)
- Hâte-toi, regia di Camille de Chenay (2019)
- Le sevrage des agneaux, regia di Paul Brihaye (2019)
- Zaanar, regia di Damien Bonnard e Alexis Manenti (2020)

### Mediometraggi
- Una notte nei campi (Une nuit, à travers champs), regia di Guillaume Grélardon (2020)

### Televisione
- Chiami il mio agente! (Dix pour cent) – serie TV, episodi 4x03-4x04 (2020)
- Possessions – serie TV, 6 episodi (2020)

## Riconoscimenti
- Premio César
  - 2023 – Migliore promessa femminile per Forever Young - Les Amandiers (Les Amandiers)
- Premio Lumière
  - 2023 – Rivelazione femminile per Forever Young - Les Amandiers (Les Amandiers)
- Tokyo International Film Festival
  - 2019 – Migliore attrice per Only the Animals - Storie di spiriti amanti (Seules les bêtes)

## Doppiatrici italiane
- Emanuela Ionica in Forever Young - Les Amandiers, Mon crime - La colpevole sono io
- Katia Sorrentino in Only the Animals - Storie di spiriti amanti